# Port au Port East
Port au Port East är en ort i Kanada.   Den ligger i provinsen Newfoundland och Labrador, i den östra delen av landet, 1 300 km öster om huvudstaden Ottawa. Port au Port East ligger 41 meter över havet och antalet invånare är 608.
Terrängen runt Port au Port East är kuperad åt nordost. Havet är nära Port au Port East åt sydväst. Trakten är glest befolkad. Närmaste större samhälle är Stephenville, 8,9 km öster om Port au Port East. 